# Madrigal
Madrigal je svetovna vokalna muzička kompozicija doba Renesanse (15–16 vek) i ranog baroka (1600–1750). Polifoni madrigal je bez pratnje, a broj glasova varira od dva do osam, ali obično sadrži tri do šest glasova, dok je metrika madrigala varirala između dve ili tri tercete, praćene sa jednim ili dva pareada. Za razliku od strofičnih oblika koji ponavljaju stihove pevanih na istu muziku, većina madrigala je komponovana, pri čemu se za svaku strofu stihova koristi različita muzika. Na taj način kompozitor izražava emocije sadržane u svakoj liniji i u pojedinačnim rečima pesme koja se peva.
Madrigal je italijanska lirska forma narodnog, seoskog porekla. Po jednima, reč madrigal potiče od reči mandra (stado), što ukazuje na rustikalno poreklo ove pesme. Po drugima ova reč vodi poreklo od reči amatricius što bi trebalo da označava neku vrstu ljubavne pesme.
Ovo je strofična poema koja nema određenu formu što se tiče broja stihova i strofa. Predstavlja kombinaciju sedmeraca i jedanaesteraca. Rima je konsonantska. Tema koju obrađuje je ljubavne ili pastoralne sadržine.
Preporučuje se da madrigal bude kratak i da kombinacija stihova bude jednostavna i harmonična.
Madrigali koje su pisali italijanizovani francusko-flamanski kompozitori tokom 1520-ih delimično su proistekli iz frotole sa tri do četiri glasa (1470–1530); delom iz obnovljenog interesovanja kompozitora za poeziju napisanu na narodnom italijanskom jeziku; delom od stilskog uticaja francuske šansone; i iz višeglasja moteta (13–16 vek). Tehnički kontrast između muzičkih formi je u tome da se frotola sastoji od muzičkog seta postavljenog u strofe teksta, dok je madrigal komponovano delo sa različitom muzikom za različite strofe. Kao kompozicija, madrigal renesanse se razlikuje od italijanskog trečento madrigala 14. veka (1300–1370) sa dva do tri glasa, kojima je zajednički samo naziv madrigal, koji potiče od latinskog matricalis (materinski) koji označava muzičko delo u službi majke crkve.
Umetnički, madrigal je bio najvažniji oblik sekularne muzike u Italiji, a svoj formalni i istorijski zenit dostigao je u kasnijem 16. veku, kada su madrigal takođe preuzeli nemački i engleski kompozitori, poput Džona Vilbija (1574–1638), Tomasa Vilksa (1576–1623) i Tomasa Morlija (1557–1602) iz engleske škole madrigala (1588–1627). Iako britanske naravi, većina engleskih madrigala bila je a kapela kompozicija za tri do šest glasova, koja je bilo kopirala ili prevodila muzičke stilove originalnih madrigala iz Italije. Sredinom 16. veka, italijanski kompozitori počeli su da spajaju madrigal u kompoziciju kantate i dijaloga; i početkom 17. veka arija je zamenila madrigal u operi.

## Istorija

### Poreklo i razvoj
Madrigal je ubrzo po nastanku počeo da dobija muzičku pratnju. Po formi i intonaciji razlikuje se renesansni madrigal 14. i 15.veka i kasniji madrigal od 16.veka pa nadalje. Prvobitni madrigal svoj puni procvat dostiže sredinom 14.veka, iako je kasnije, posebno u svom muzičkom obliku, izrastao u rafiniranu svečanu pesmu, on je do kraja zadržao nešto od svoje idiličnosti i pastoralnosti. U 16. i 17. veku madrigal se menja i po formi i po sadržini. Njegove teme postaju prigodne, satirične, političke, filozofske i religiozne.
Najpoznatiji pisci madrigala su Petrarka u 14. i Taso u 16. veku.
Svoj procvat u Španiji doživljava u 15. i 16. veku.

### Rani madrigali
Madrigal je muzička kompozicija nastala konvergencijom humanističkih trendova u Italiji iz 16. veka. Prvo, obnovljeno interesovanje za upotrebu italijanskog kao narodnog jezika za svakodnevni život i komunikaciju, umesto latinskog. Godine 1501, teoretičar književnosti Pjetro Bembo (1470–1547) objavio je izdanje pesnika Petrarke (1304–1374); i objavio je rad Oratio pro litteris graecis (1453) o postizanju gracioznog pisanja primenom latinske prozodije, obraćanjem pažnje na zvučanje reči i sintaksu, pozicioniranjem reči unutar reda teksta. Kao oblik poezije, madrigal se sastojao od nepravilnog broja redova (obično 7-11 slogova) bez ponavljanja.
Drugo, Italija je bila uobičajeno odredište za oltremontane („one izvan Alpa“) kompozitora francusko-flamanske škole, koje je privlačila italijanska kultura i zaposlenje na dvoru aristokrata ili kod rimokatoličke crkve. Kompozitori francusko-flamanske škole savladali su stil višeglasne kompozicije za versku muziku, i poznavali su svetovne kompozicije svojih domovina, poput šansone, koja se uveliko razlikovala od sekularnih, lakših stilova kompozicije krajem 15. i početkom 16. veka u Italiji.
Treće, štamparska presa je olakšala dostupnost notnih zapisa u Italiji. Tada uobičajene muzičke forme - frotola i balata, kanconeta i maskerata - bile su lagane kompozicije sa stihovima niskog književnog kvaliteta. Ti muzički oblici koristili su ponavljanje i homofoniju kojom su dominirali soprani, akordne teksture i stilovi, koji su bili jednostavniji od kompozicijskih stilova francusko-flamanske škole. Štaviše, italijanski popularni ukus u književnosti menjao se od frivolnog stiha do tipa ozbiljnog stiha koji su koristili Bembo i njegova škola, koji su zahtevali veću kompozicionu fleksibilnost od frotole i srodnih muzičkih oblika.
Madrigal je polako zamenio frotolu u prelaznoj deceniji 1520-ih. Rani madrigali su objavljeni u Musica di messer Bernardo Pisano sopra le canzone del Petrarcha (1520), Bernardo Pisano (1490–1548), mada nijedna kompozicija nije nazvana madrigal, neka od postavki su Petrarkijske u versifikaciji i slikanju reči, koje su postale kompozicione karakteristike kasnijeg madrigala. Delo Madrigali de diversi musici: libro primo de la Serena (1530), Filipa Verdelota (1480–1540), sadži muziku Sebastijano Festa (1490–1524) i Kostanzo Festa (1485–1545), Majstre Jhan (1485–1538) i samog Verdelot.
U periodu 1533–34, u Veneciji, Verdelot je objavio dve popularne knjige četvoroglasnih madrigala koje su ponovo štampane 1540. Godine 1536, taj uspeh u objavljivanju podstakao je osnivača francusko-flamanske škole Adrijana Vilaerta (1490–1562), da preuredi neke četvoroglasne madrigale za jedan glas i lautu. Godine 1541, Verdelot je takođe objavio madrigale sa pet i šest glasova. Uspeh prve knjige madrigala, Il primo libro di madrigali (1539), Jakoba Arkadelta (1507–1568), učinio ju je najštampanijom madrigalskom knjigom svog doba. Stilistički gledano, muzika u knjigama Arkadelta i Verdelota bila je bliža francuskoj šansoni od italijanske frotole i moteta, s obzirom na to da im je francuski bio maternji jezik. Kao kompozitori, bili su pažljivi prema postavci teksta, prema Bembovim idejama, i komponovali su muziku, umesto da koriste refrenske i stihovne konstrukcije uobičajene za francusku sekularnu muziku.

## Primer
Ojos claros, serenos
Ojos claros, serenos,
si de un dulce mirar sois alabados,
¿por qué, si me miráis, miráis airados?
Si cuanto más piadosos,
más bellos parecéis a aquel que os mira,
no me miréis con ira,
por que no parezcáis menos hermosos.
¡Ay, tormentos rabiosos!
Ojos claros, serenos,
ya que así me miráis, miradme al menos.
Gutjere de Setina (Gutierre de Cetina)
(h. 1517-1557)

## Musical examples
- Stage 1 Madrigal: Arcadelt, Ahime, dov'e bel viso, 1538
- Stage 2 Madrigal (prima practica): Willaert, Aspro core e selvaggio, mid-1540s
- Stage 3 Madrigal (seconda practica): Gesualdo, Io parto e non piu dissi, 1590–1611
- Stage 4 Madrigal: Caccini, Perfidissimo volto, 1602
- Stage 5 Madrigal: Monteverdi, Il Combatimento di Tancredi et Clorinda, 1624
- English Madrigal: Weelkes, O Care, thou wilt despatch me, late 16th century/early 17th century
- Nineteenth-century imitation of an English Madrigal: "Brightly dawns our wedding day" from the Gilbert and Sullivan comic opera, The Mikado (1885)

## Literatura
- Ružic, Žarko, Enciklopedijski rečnik versifikacije. Izdavačka knjižarnica Zorana Stojanovića, Novi Sad. 2008.
- Arnold, Denis; Wakelin, Emma (2011). „Madrigal”.  Ур.: Alison Latham. The Oxford Companion to Music. ISBN 978-0-19-957903-7. (потребна претплата)
- Artusi, Giovanni (1950). „Della imperfezioni della moderna musica”. Source Readings in Music History. Превод: Oliver Strunk. New York: W. W. Norton.
- Atlas, Allan W. (1998). Renaissance Music: Music in Western Europe, 1400–1600. New York: W. W. Norton. ISBN 0-393-97169-4.
- Brown, Howard Mayer (1976). Music in the Renaissance. Prentice Hall History of Music Series. Englewood Cliffs, New Jersey: Prentice-Hall. ISBN 0-13-608497-4.
- Einstein, Alfred (1949). The Italian Madrigal (Three volumes). Princeton, New Jersey: Princeton University Press. ISBN 0-691-09112-9.
- von Fischer, Kurt; D'Agostino, Gianluca; Haar, James; Newcomb, Anthony; Ossi, Massimo; Fortune, Nigel; Kerman, Joseph; Roche, Jerome (2001). „Madrigal”.  Ур.: L. Macy. Grove Music Online. ISBN 9781561592630. doi:10.1093/gmo/9781561592630.article.40075. (потребна претплата)
- Randel, Don, ур. (1986). The New Harvard Dictionary of Music. Cambridge, Massachusetts: Harvard University Press. ISBN 0674615255.
- Reese, Gustav (1954). Music in the Renaissance. New York: W. W. Norton. ISBN 0393095304.
- Iain Fenlon and James Haar: The Italian Madrigal in the Early 16th Century: Sources and Interpretation. Cambridge, 1988
- Oliphant, Thomas, ed. (1837) La musa madrigalesca, or, A collection of madrigals, ballets, roundelays etc.: chiefly of the Elizabethan age; with remarks and annotations. London: Calkin and Budd
- Toft, Robert (2014). With Passionate Voice: Re-Creative Singing in 16th-Century England and Italy. New York: Oxford University Press. ISBN 9780199382033.
- Choral Public Domain Library contains scores for many madrigals
- Von den Madrigalen. Leipzig: Digitalisat. 1653. Архивирано из оригинала 27. 12. 2016. г. Приступљено 08. 12. 2020.
- Craufurd, J. G. (21. 1. 1956). „The Madrigal Society”. Proceedings of the Royal Musical Association (82nd Sess). Taylor & Francis. 82: 33—46. JSTOR 765866. doi:10.1093/jrma/82.1.33.
- Harold Gleason and Warren Becker (1981). Music in the Middle Ages and Renaissance. Frangipani Press. ISBN 0-89917-034-X. (Music Literature Outlines Series I).  Bloomington, Indiana.  Frangipani Press, 1986.
- Richard H. Hoppin (1978). Medieval Music. W. W. Norton. ISBN 0-393-09090-6..  New York, W.W. Norton & Co., 1978.

## Spoljašnje veze
- „Madrigal”.  (на језику: енглески). 17 (11 изд.). 1911.
- Early Music; free recordings of English Madrigals, free recordings of German Lieder and free recordings of Spanish Madrigals, from Umeå Academic Choir, Academic Computer Club, Umeå University, Sweden
- The Italian Madrigal Resource Center